# 勾小指
勾小指（英語：／），又称拉钩，俗称打勾勾，是一种常见的手指姿势，含义为“约定、诺言”。
傳統上，勾小指發誓被認為具有約束力，等同於協議握手。勾小指原本是日本極道習俗，指打破承諾的人必須切斷小指。近代以來，勾小指是約定承諾更加非正式的方式。最常見於學齡兒童和親密朋友之間。勾小指意味著承諾一定必须遵守，不可违背或抵消。
在日本，勾小指（日语：／）通常會同時吟唱一段誓詞，形式上表示（說謊）不遵守約定的人要接受懲罰。意為握拳毆打一萬次，意思是吞下1000根針。